# Bílý Kámen
Bílý Kámen är en ort i Tjeckien.   Den ligger i regionen Vysočina, i den centrala delen av landet, 110 km sydost om huvudstaden Prag. Bílý Kámen ligger 551 meter över havet och antalet invånare är 193.
Terrängen runt Bílý Kámen är huvudsakligen platt, men åt sydväst är den kuperad. Runt Bílý Kámen är det ganska tätbefolkat, med 207 invånare per kvadratkilometer. Närmaste större samhälle är Jihlava, 7,4 km sydost om Bílý Kámen. I omgivningarna runt Bílý Kámen växer i huvudsak blandskog.